# Zirl
Zirl é um município da Áustria, situado no distrito de Innsbruck-Land, no estado do Tirol. Tem 57,14 km² de área e sua população em 2019 foi estimada em 8.146 habitantes.